# Militair Gedenkteken voor 1813, 1814 en 1815
Het Militair Gedenkteken voor 1813, 1814 en 1815 (Duits: Militärdenkzeichen für 1813-1815) werd op 4 december 1814 door de Beierse koning Maximiliaan I ingesteld en het werd in 1817 toegekend aan de Beierse officieren, onderofficieren en soldaten.
Het Beierse leger vocht tot kort voor de Volkerenslag bij Leipzig aan Franse zijde. Toen wisselde de Beierse koning op aandrang van de Beierse kroonprins en legeraanvoerder Wrede van zijde. Vorst Wrede slaagde er in de Slag bij Hanau niet in om de Fransen ervan te weerhouden diep in Beieren door te dringen. Tijdens de veldtocht in Frankrijk in de zomer van 1813 overwon hij de Fransen in de Slag bij Arcis-sur-Aube en de Slag bij Bar-sur-Aube. In de "100 dagen" in 1815 speelde het Beierse leger geen grote rol.
Het bronzen kruis was donkergroen geverfd waardoor het opschrift en de afbeelding van de Beierse leeuw in reliëf, die uitgespaard werden, goed leesbaar waren. Het lint was wit met een brede blauw-zwart-blauwe bies. Meestal werd het lint tot een driehoek opgemaakt en op de linkerborst gedragen. Bij de bewaard gebleven kruisen is het groen meestal weggepoetst of weggesleten. Het kruis is niet zeldzaam; een goedbewaard exemplaar kost rond de veertig euro.
Vorst Wrede ontving een groter geëmailleerd kruis, ook "Armeedenkzeichen 1866" geheten dat "en sautoir", dus om de hals, werd gedragen. Prins Karel van Beieren zou in 1866 een vergelijkbaar kruis, het Legergedenkteken 1866 ontvangen.
De Beierse soldaten waren van 1800 tot 1813 trouw aan de zijde van hun Franse bondgenoten gevochten. Van de 44.000 Beieren die met de Grande Armee naar Moskou trokken kwamen er maar 4000 terug. Voor hen werd pas in 1848, toen in Frankrijk de Sint-Helenamedaille voor alle Napoleontische veteranen werd ingesteld een Beiers ereteken verleend. Het Gedenkteken voor Veteranen van de Veldtochten 1790 - 1812 (Duits: Veteranen-Denkzeichen für die Feldzüge 1790- 1812).
Op het kruis, een Kruis van Manua met afgeronde armen, is en medaillon gelegd waarop binnen een lauwerkrans op de voorzijde het monogram van de Beierse koning stat. Op de keerzijde staat in het medaillon een Beierse leeuw. Op de voorzijde van de armen staat "FÜR DIE JAHRE 1813 und 1814". Op de armen van de keerzijde staat "KÖNIG UND VATERLAND".
De versies van het kruis
- Kruis van brons
- Groter uitgevoerd halskruis van brons voor Vorst Wrede

## Voetnoten
1. ↑  Opgave Nimmergut 2004